# رابطة الفتيات الألمانيات وجمعية الجمال

شعار BDM-Werk Glaube und Schönheit

تم تأسيس رابطة الفتيات الألمانيات وجمعية الجمال ( الألمانية لـ BDM Faith and Beauty Society) في عام 1938 لتكون بمثابة رابطة بين عمل رابطة الفتيات الألمانيات (BDM) والرابطة النسائية الاشتراكية الوطنية. كانت العضوية طوعية ومفتوحة للفتيات من سن 17 إلى 21.

## غرض
تأسست جمعية الإيمان والجمال في عام 1938 للعمل كحلقة وصل بين Bund Deutscher Mädel (BDM) و Nationalsozialistische Frauenschaft. كانت الفكرة العامة هي أن الفتيات يجب أن يشاركن في العمل لصالح Volksgemeinschaft (المجتمع الألماني) بالكامل قبل أن يذهبن إلى الوظائف أو  –  من الناحية المثالية  –  الزواج وإنجاب الأطفال.
كان العمل في المجتمع موجهًا بشكل أساسي نحو تحضير الفتيات لمهامهن كزوجات وأمهات ، وبينما تتراوح الدورات المقدمة من تصميم الأزياء إلى الحياة الصحية، كانت الفكرة العامة هي تعليمهم الاقتصاد المنزلي حتى يتمكنوا من إدارة منازلهم بشكل صحيح ، تطبخ جيدا لعائلاتهم، ورعاية أطفالهم بشكل صحيح.